# Каррисо, Амадео
Амаде́о Рау́ль Карри́со Ларрета́пе (исп. Amadeo Raúl Carrizo Larretape; 12 июня 1926, Руфино, Санта-Фе — 20 марта 2020, Буэнос-Айрес) — аргентинский футболист, голкипер. Он стал первым южноамериканским вратарём, носившим перчатки, первым вратарём, покидавшим штрафную, чтобы остановить форварда соперника, первым бросался в ноги нападающему и первым выбивал мяч на ход своему игроку, чтобы быстрее начать атаку.

## Биография
Каррисо дебютировал в первой аргентинской лиге 6 мая 1945 года в клубе «Ривер Плейт», в котором его команда победила «Индепендьенте» со счётом 2:1. В течение его 23-летней карьеры в «Ривере» он играл вместе с такими звёздами, как Хосе Мануэль Морено, Анхель Амадео Лабруна, Альфредо Ди Стефано и другие, выиграв 5 чемпионских титулов. В 1954—1965 годах провел 20 матчей за сборную Аргентины. В составе «Альбиселесты» он играл очень удачно, особенно в матчах с Бразилией (когда он останавливал раз за разом самого Пеле), но иногда терпел и сокрушительные поражения, как 1:6 от Чехословакии на ЧМ-1958. Закончив играть за «Ривер», уехал в Перу, в клуб «Альянса Лима», где пробыл недолго, а доигрывал в колумбийском «Мильонариосе», в составе которого выиграл чемпионат Колумбии. В прощальном матче Каррисо величайший вратарь в истории Лев Яшин подарил ему свои перчатки.
За свою карьеру он установил ряд рекордов. В 1966 году, в возрасте 40 лет, Каррисо отыграл 782 минуты не пропуская мячей. На следующий год Каррисо побил свой же рекорд, не пропуская голов на протяжении 789 минут. В чемпионатах Аргентины ему удалось отразить 18 пенальти.
Он получил прозвище «Тарзан» за свою эффектную манеру защищать ворота. Его признали лучшим голкипером Южной Америки по опросу МФФИИС, журнал «El Gráfico» в сообщении об этом назвал его «Маэстро без эпохи».
Его манере игры подражали многие знаменитые голкиперы: Уго Орландо Гатти, Хосе Рене Игита, Хосе Луис Чилаверт. В 1968 году Каррисо установил два рекорда: 513 матчей в высшем аргентинском дивизионе и 8 матчей подряд без пропущенных голов.
В последнее время Каррисо являлся владельцем недвижимости в Буэнос-Айресе, в городском районе Вилья-Девото. С 17 августа 2008 года один из секторов стадиона «Монументаль Ривер Плейт» носит его имя.

## Достижения
- Чемпион Аргентины: 1952, 1953, 1955, 1956, 1957
- Вице-чемпион Аргентины: 1948, 1949, 1960, 1962, 1963, 1965, 1966, Нас. 1968
- 3-е место в чемпионате Аргентины: 1946, 1951, 1954, 1961, 1964
- Обладатель Кубка Наций: 1964
- Финалист Кубка Либертадорес: 1966
- Чемпион Колумбии: 1972